# Asaf Jah VII.

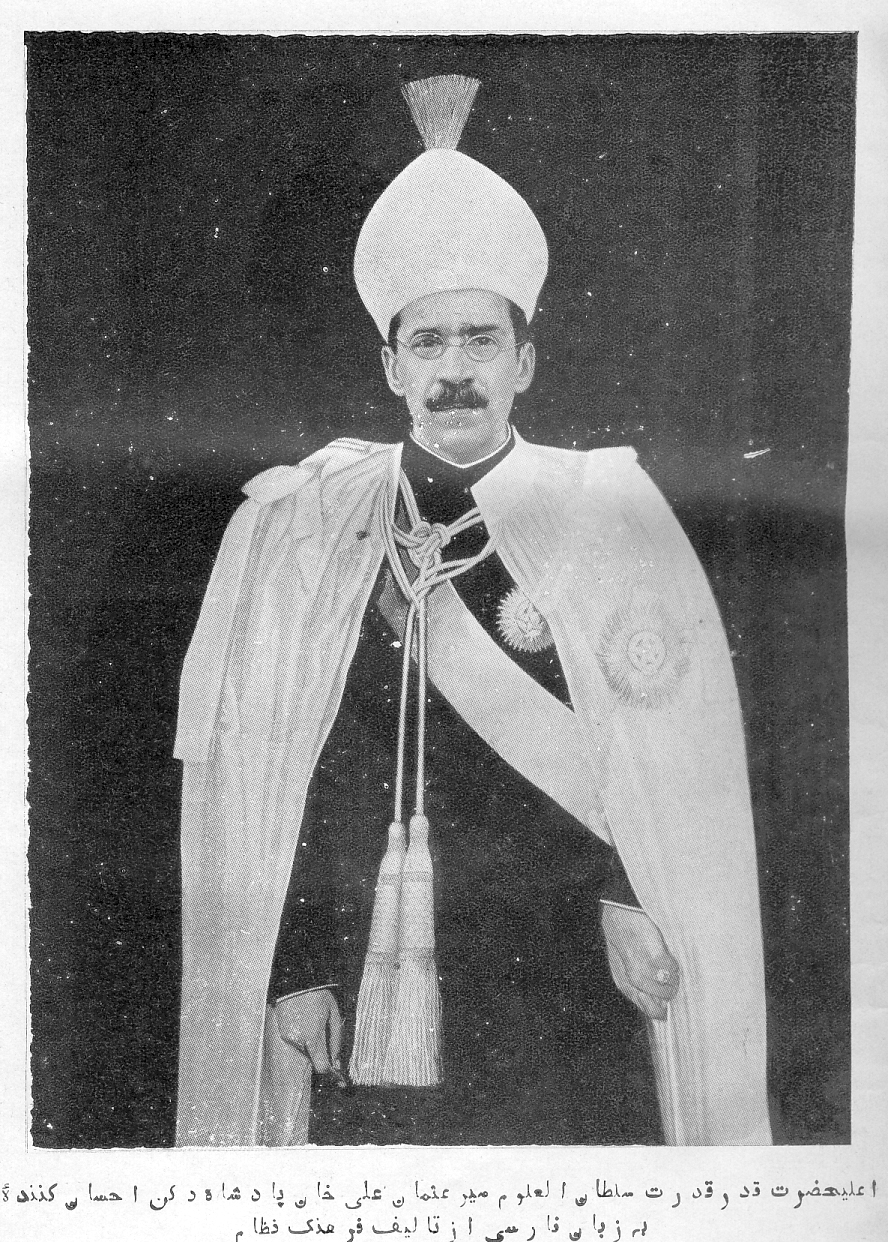
Asaf Jah VII. (ca. 1926)

Mir Sir Osman Ali Khan Asaf Jah VII. (Urdu آصف جاہ) GCSI GBE (* 6. April 1886 im Purani Haveli von Hyderabad; † 24. Februar 1967 in Hyderabad), mit Geburtsnamen Usman Ali Khan Bahadur (Urdu عثمان علی خان بہادر), war der letzte regierende Nizam des indischen Fürstenstaates Hyderabad und galt vor dem Zweiten Weltkrieg als reichster Mann der Welt.

## Jugend
Usman Ali war der zweite Sohn von Asaf Jah VI. Sein voller Titel lautete „His Exalted Highness Rustam-i-Dauran, Arustu-i-Zaman, Wal Mamalik, Asaf Jah VII., Muzaffar-ul-Mulk-Wal-Mamalik, Nizam ul-Mulk, Nizam ud-Daula Nawab Mir Sir Osman Ali Khan Bahadur, Sipah Saula, Fateh Jung“. Ausgebildet wurde er durch Privatlehrer, auch im Sinne klassisch-islamischer Tradition in Persisch und Arabisch. Bedeutende Tutoren waren Imud ul-Mulk und der Parse Hafiz Anwarullah Faruqi. Zeitweise lernte mit ihm der spätere Diwan Salar Jung III. Der Nizam verfasste Gedichte auf Urdu und Persisch.

## Herrschaft

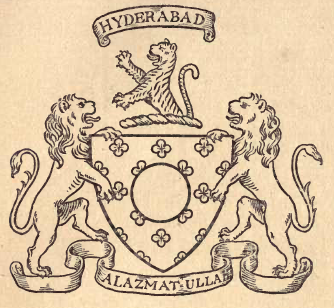
Wappen der Herrscher von Hyderabad zur Kolonialzeit

Seine Amtseinführung erfolgte am 18. September 1911 im Beisein des Vizekönigs Charles Hardinge. Asaf Jah VII. blieb bis zum Ende ein anti-demokratischer absolutistischer Herrscher, der zwar die Regierungsgeschäfte durch den Diwan und einige Minister erledigen ließ, sich aber das letzte Wort in allen Staatsbelangen vorbehielt. Das größtenteils aus ernannten Mitgliedern bestehende Legislative Council durfte keinerlei Vorlagen diskutieren, die die Macht des Herrschers eingeschränkt hätten. Rede- oder Pressefreiheit bestanden zu keiner Zeit. Sämtliche Verordnungen (gasti) unterlagen der Zustimmung des Herrschers, so auch die Verordnung Nr. 52 von 1921, die jegliche politische Aktivität untersagte. Politische Parteien wurden in geringem Maße ab den späten 1930ern toleriert.
Bereits unmittelbar nach seinem Amtsantritt griff der Nizam in die Regierungsgeschäfte ein. Die dadurch verursachten Reibereien und Eifersüchteleien führten dazu, dass der von den Briten unterstützte Diwan Salar Jung III. nach 2½ Jahren sein Amt im Dezember 1914 niederlegte, nachdem Imud ul-Mulk bereits im Juli in Pension gegangen war. Der Nizam übernahm bis Ende 1917 nun selbst das Amt des Diwan. Seine Verwaltung hielt er zu strengster Haushaltsdisziplin an.
Am Ersten Weltkrieg beteiligte er sich mit Geld, Truppen und Material im Wert von 100 Millionen US-Dollar (entspricht heute ungefähr 3,2 Milliarden US-Dollar), weshalb er sich, wie sein Großvater nach 1858, wieder „Faithful Ally of the British Government“ nennen durfte. Mit einem Schreiben an den Vizekönig – entworfen von Imud ul-Mulk – stellte er sich als Moslem gegen die Türkei auf die Seite der Briten und forderte seine Glaubensbrüder auf, Gleiches zu tun. Durch dieses „Manifest“ stieg sein Ansehen unter den indischen Muslimen und er konnte in den nächsten Jahren unabhängiger agieren. Die Armee wurde auf über 25000 Mann aufgestockt. In der unmittelbaren Nachkriegszeit, während der er sich als bedingungsloser Verbündeter der Kolonialherren zeigte, kokettierte er zeitweise mit den Ideen der Khilafat-Bewegung.
Zeitgenössische Beschreibungen heben hervor, dass er ein Mäzen und Förderer des Schulwesens gewesen sei. Tatsächlich war der Staat jedoch rückständig, die Alphabetisierungsrate des Landes lag 1901 bei 1,3 % und stieg bis 1950 nur auf knapp 5 %. Das war ein Viertel dessen, was in Travancore erzielt wurde und blieb weit unter dem indischen Durchschnitt. Reiseberichte beschreiben die Lebensweise der Bevölkerung als „wenig von westlicher Lebensart beeinflusst.“
Der Nizam weigerte sich, in der von 1919 bis 1921 neugeschaffenen Chamber of Princes mitzuarbeiten, da er es als unter seiner Würde betrachtete, mit anderen Fürsten auf gleiche Ebene gestellt zu werden. Der Prince of Wales besuchte Hyderabad 1922 und wurde aufs prächtigste empfangen, jedoch erschien der Nizam nicht zur Verabschiedung am Bahnhof, da er dies für unangemessen hielt. Die Regierung führte Kishen Pershad, später der fähige Akbar Hydari, zunächst als Finanzminister, dann von 1935 bis 1941 als Diwan. Jegliche Versuche demokratischer Beteiligung wurden unterdrückt. Etwa 20.000 Satyagrahis wurden inhaftiert. Auch im Zweiten Weltkrieg wurden die Briten unterstützt. Der letzte Reformvorschlag zur „Demokratisierung“ hätte 1946 100.000 Personen (bei einer Bevölkerung von ca. 16,3 Millionen) das Stimmrecht gegeben.
Als die Briten Indien verließen, weigerte sich der Nizam, der Union beizutreten. Er unterstützte auch Pakistan finanziell, indem er große Mengen Bargeld heimlich per Flugzeug schickte. Während er hinhaltend verhandeln ließ, baute er die Armee auf ca. vierzigtausend Mann aus. Irreguläre Razakar, der militärische Flügel der radikal-islamischen Partei Itihad ul-Muslimin, terrorisierten das Land und vertrieben Hindus, um den Anteil der muslimischen Bevölkerung im Staat zu erhöhen. Sie wurden von Guerillatrupps der KP bekämpft. Tausende Bauern flohen auf indisches Gebiet. Sardar Patel, geschäftsführender Premier, während Jawaharlal Nehru auf Europareise war, ordnete zum 13. September 1948 Operation Polo, die Besetzung des Staates durch die indische Armee an.

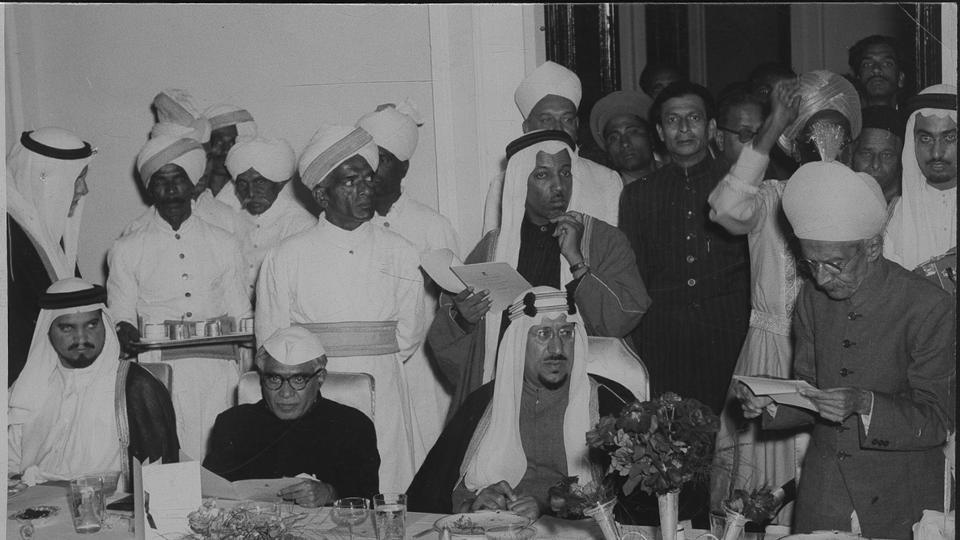
Asaf Jah VII. mit König Saud

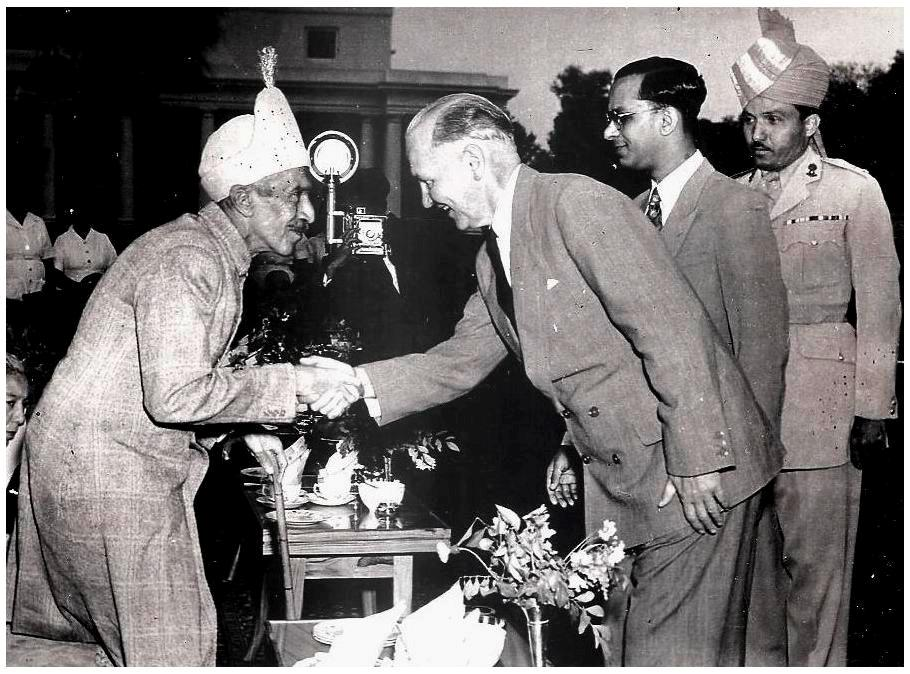
Asaf Jah mit Josip Broz Tito, 1956

Nach seiner Absetzung beließ man den Nizam als nominelles Oberhaupt des Bundesstaates (Rajpramukh), bis dieser im November 1956 entlang linguistischer Grenzen geteilt wurde. Daraufhin lebte er zurückgezogen, aber weiterhin extravagant und exzentrisch in seinem Palast, den er fast ausschließlich zum Freitagsgebet verließ. Er empfing durchreisende Staatsoberhäupter, unter anderem den saudischen König und den persischen Schah. Man gewährte ihm ein Staatsbegräbnis. Dem Leichenzug, der zunächst zur Mekka-Moschee führte, soll eine halbe Million Menschen gefolgt sein. Seine Grabstätte hatte er in der nahe dem Palast liegenden Judi-Moschee gewählt, wo auch seine Mutter liegt. Als seinen Nachfolger designierte er 1946 seinen Enkel Mukarram Jah (Asaf Jah VIII.).

### Vermögen
Das enorme Privatvermögen des Asaf Jah stand in eklatantem Gegensatz zur extremen Armut seiner bäuerlichen Untertanen. Das Gebiet der Hauptstadt und der umliegende Bezirk (Atraf-i-Balda), der wirtschaftlich bedeutendste Teil des Landes, etwa ein Zehntel des Landes, gehörten ihm als Sarf-i-kas, mit allen dort erhobenen Steuern und Abgaben, als Privateigentum. Wer vor sein Angesicht trat, hatte ein seinem Vermögen entsprechendes Geschenk, das Nazarana, abzuliefern. Seine Apanage betrug schon vor dem Ersten Weltkrieg 5 Millionen HRp. Ende der 1930er Jahre galt er als reichster Mann der Welt, mit einem geschätzten Vermögen von 2 Mrd. US-Dollar (entspricht heute ungefähr 64,8 Milliarden US-Dollar). Die Regierung der indischen Union zahlte ihm, wie allen anderen abgedankten Rajas, weiterhin eine großzügige Apanage (Privy Purse). Nach seiner erzwungenen Abdankung verlor er etwa die Hälfte seines Vermögens durch Gerichtsprozesse, die Aufgabe des sarf-i-kas und Enteignung aufgrund der Jagirdari Abolition Regulation von 1949 und des Hyderabad Tenancy and Agricultural Lands Act von 1950. Seine Einkünfte aus dem Sarf-i-kas lagen 1947 bei 20 Mio. Aufwendungen für das Gebiet wurden jedoch aus der Staatskasse beglichen. Für die Aufhebung seiner Rechte erhielt die Herrscherfamilie zusätzlich zur Apanage weitere 5 Mio. p. a.
Bei seinem Tode waren die Finanzen in einem chaotischen Zustand. Seine zahlreichen Nachkommen prozessieren teilweise bis heute um Anteile am Vermögen, das ab 1970 von 54 Treuhandgesellschaften verwaltet wurde. In seinen Palästen waren zum Zeitpunkt seines Todes 14.718 Menschen beschäftigt, dazu kam eine Leibgarde von 3000 Mann aus dem lokalen muslimischen Adel.
Der indische Staat zahlte 1992 2,6 Milliarden Rupien für die Juwelen zur Errichtung des Nizam’s Jewellery Trust, aus dem die etwa 200 erbberechtigten Nachfahren versorgt werden. Unter den Steinen befindet sich der zur Fundzeit fünftgrößte Diamant der Welt, der Jacob Diamond mit 400 Karat, seit 1892 im Familienbesitz. Als Kind soll der Nizam ihn im Hausschuh seines Vaters gefunden und als Briefbeschwerer benutzt haben. 173 weitere Stücke wurden 1995 für 40 Millionen £ (entspricht heute etwa 100 Millionen £) versteigert. Die Klärung der Ansprüche auf die 1 Million £ (heutiger Gegenwert etwa 490 Millionen £), die er am 20. September 1948 zugunsten von Habib Ibrahim Rahimtoola (damals Pakistans Hoher Kommissar in Großbritannien) bei der National Westminster Bank einzahlte und die seitdem auf Drängen der indischen Regierung eingefroren sind, steht bis heute aus.

## Ehrungen und Orden
- 1911: Delhi-Durbar-Goldmedaille
- 1911: Knight Grand Commander of the Order of the Star of India
- 1911: Bailiff Grand Cross of the Order of Saint John (GCStJ)
- 1912: Ehren-Oberst der 20th Deccan Horse
- 1917: Knight Grand Cross of the Order of the British Empire (GBE)
- 1918: General-Leutnant ehrenhalber und “Faithful Ally of the British Government”, für den Beitrag des Staates im Ersten Weltkrieg
- 1935: King George V Silver Jubilee Medal
- 1937: King George VI Coronation Medal
- 1941: General ehrenhalber
- 1946: Royal Victorian Chain (RVC)

## Familie
Seine Mutter war die Begum Amat-uz-Zahrunnisa. Seine erste Hauptfrau (Heirat am 14. April 1906) war Dulhan Pasha Begum (1889–1955, = Azamunnisa Begum), Tochter von Nawab Jahangir Jung; sie wurde die Mutter seiner beiden ältesten Söhne und einer Tochter. Die zweite Hauptfrau war Iqbal Begum, Tochter von Nawab Nazir Jung Bahadur (Mirza Nazir Beg). Es folgten noch fünf weitere Ehefrauen. Mit seiner Favoritin Leila Begum hatte er zwei Töchter und fünf Söhne. Insgesamt hatte er von sieben Ehefrauen 34 Kinder (18 Söhne und 16 Töchter). Darüber hinaus soll er von Dutzenden von Konkubinen eine dreistellige Zahl illegitimer Kinder gehabt haben.
Sein ältester Sohn Walashan Nawab Sir Mir Himayat Ali Khan Azam Jah, Prinz von Berar (* 22. Februar 1907; † 9. Oktober 1970) heiratete am 12. November 1931 in Nizza die osmanische Prinzessin Dürrüşehvar Sultan (* 26. Januar 1914; † 7. Februar 2006), eine Tochter des letzten Kalifen Abdülmecid II. Der ältere ihrer beiden Söhne war der Thronprätendent Nizam ul-Mulk Fath Jang Barkat Ali Khan Mukarram Jah Asaf Jah VIII.